# Шах-Алі
Шах-Алі (محمدامین; нар. 1505 — 22 квітня 1566) — 9-й казанський хан у 1519—1521, 1546, 1551—1552 роки, касимовський хан у 1516—1519, 1537—1546, 1546—1551, 1552—1566 роках.

## Життєпис
Походив з Астраханських Тука-Тимуридів, гілки Чингизідів. Внучатий небіж Ахмата, хана Великої Орди. Син Шейх-Авліяра, касимовського хана. Народився 1505 року в Касимові. У 1516 році після смерті батька успадкував владу. 1518 року помирає казанський хан Мухаммед-Амін. У 1519 році за підтримки мурзи Булат-Ширина й за згодою великого князя московського Василя III запрошений на трон Казанського ханства. Втім значний вплив набув московський посол і думний дяк Федір Карпов. Це призвело до загального невдоволення татарської знаті. Зрештою навесні 1521 року Шах-Алі було повалено кримським мірзою Сахіб Ґераєм.
У 1523 році під час війни Москви з Казаню командував московськими військами, які до 1524 року сплюндрували марійські й чуваські селища, не досягши якихось значних успіхів. У 1526 році німецький мандрівник Сигізмунд фон Герберштайн бачив Шах-Алі на великокнязівському полюванні разом з Василем II, праворуч від нього.
У вересні 1532 року отримав як уділи Каширу і Серпухов. У січні 1533 року викритий у зв'язках з братом  Джан-Алі, що на той час став казанським ханом. Шах-Алі було заслано в Білоозеро, де він залишався до кінця 1535 року. У червні 1535 року близько 80 осіб з його почту запроторили до в'язниці, а потім стратили. Їх дружин і дітей хрестили взимку 1536 року.
У січні 1536 року було прощений і урочисто прийнятий разом з дружиною Фатимою в Москві великим князем Іваном IV і його матір'ю-регентшею Оленою Глинської. Зацим повернувся до Касимовського ханства.
З 1537 року брав участь у війні Московської держави проти Казанського ханства. У червні 1546 року після повалення хана Сафа Ґерая зайняв трон Казані. Проте вже у липні повалений Сафа Ґераєм, що отримав підтримку ногайського бія Юсуфа. Шах-Алі втік до Москви. Відзначився в кампанії 1547—1548 році, зокрема у битві на Арському полі.
1551 року внаслідок нової кампанії московське військо захопило Казань, поваливши хана Утямиш Ґерая. Шах-Алі знову став казанським ханом. Проте не міг змусили казанців коритися. Застосував репресії, стративши 3 тис. представників знаті. Проте це ще більше посилило заворушення в ханстві. Закликав ввести до Казані московські війська для наведення ладу. Зрештою у 1552 році був повалений казанцями, що запросили на трон Ядигар-Мухаммеда з Астраханського ханства. В подальшому Шах-Алі брав участь у кампанії 1552 року, коли остаточно було ліквідовано Казанське ханство.
17 січня на чолі 40-тисячного війська спільно з воєводами Михайлом Глинським і Данилом Захар'їним вдерся Лівонського ордену, чим було покладено початок Лівонської війни. 1 вересня 1558 роки завітав на Москву, де був прийнятий царем. 1559 році брав участь в облогах міст Нарва і Пярну.
У 1562 році брав участь у поході на Полоцьк, проте в самому захопленні міста не брав участі. У 1564—1565 роках охороняв кордон в районі Великих Лук.
Помер 1566 року. Йому спадкував родич Саїн-Булат.